# Pinza de depilación

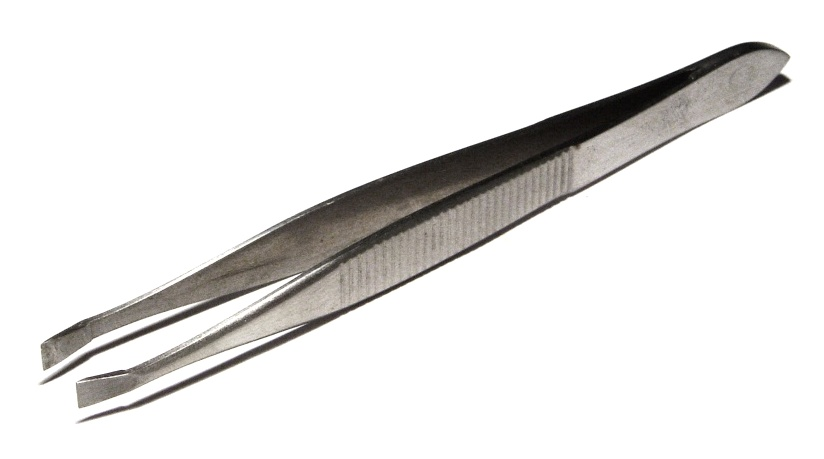
Pinzas de depilar

La pinza de depilación, pinza de cejas o quita cejas es una pinza metálica de forma recta con acabado de dos puntas para hacer presión con los dedos y extraer o arrancar el vello de una parte del cuerpo que se desea depilar.
Las pinzas de depilar pueden ser fabricadas de diferentes metales. Los más comunes son el níquel y el acero inoxidable. Las pinzas que son de acero blando no son muy recomendadas dado que se deforman con facilidad y que tienen que renovarse cada 3 o 4 meses, por eso a la hora de elegir una pinza de depilar es recomendable comprar la fabricada con níquel son un poco más costosas pero también son más duraderas.
Esta herramienta no solo sirve como complemento para una depilación perfecta sino también para algunos otras tareas, como retirar astillas o espinas que se han clavado en las manos, pies o alguna otra parte del cuerpo.
Para que las pinzas puedan mantenerse en perfectas condiciones solo se tienen que guardar en un lugar donde no se aplasten o deformen.

## Enlaces
- Wikimedia Commons alberga una categoría multimedia sobre Pinza de depilación.

- Datos: Q192504
- Multimedia: Tweezers / Q192504